# Enzo (film)
Enzo è un film del 2025 diretto da Robin Campillo. Campillo ha diretto il film per conto di Laurent Cantet, morto nel 2024 dopo una lunga malattia che gli aveva impedito di dirigerlo come previsto.

## Trama
Enzo è un giovane de La Ciotat che, pur venendo da un'amorevole famiglia borghese, eccellendo negli studi e avendo la fidanzata, ha preferito isolarsi e cominciare a lavorare come apprendista muratore. In cantiere si invaghisce di un collega più grande, l'ucraino Vlad, rifugiato in Francia a causa della guerra.

## Distribuzione
Il film è stato presentato in anteprima il 14 maggio 2025 alla Quinzaine des Cinéastes del 78º Festival di Cannes, dov'è stato il film d'apertura. Sarà poi distribuito nelle sale cinematografiche francesi dalla Ad Vitam a partire dal 18 giugno seguente. Sarà distribuito in Italia dalla Lucky Red.

## Accoglienza

### Critica internazionale
Il film ha ottenuto recensioni positive da parte della critica cinematografica internazionale. Su Metacritic, sito che assegna un punteggio normalizzato su 100 in base a critiche selezionate, il film ha ottenuto un punteggio medio di 71 basato su otto recensioni.

### Critica italiana
Il film ha ottenuto recensioni generalmente favorevoli da parte della critica cinematografica italiana. Su Cineuropa, il critico Fabien Lemercier scrive che «il film costruisce la sua trama sul confine controllato tra realismo sociale e melodramma esistenzialista e familiare», mentre Aldo Spiniello su Sentieri selvaggi argomenta che siamo davanti a «cinema che ha per obiettivo innanzitutto la materialità dell’agire. Per costruire qualcosa che sopravviva all’immagine del disastro».